# Actinoleuca campbelli
Actinoleuca campbelli es una especie de molusco gasterópodo de la familia Lottiidae.

## Distribución geográfica
Se encuentra  en Nueva Zelanda.

## Subespecies
- Actinoleuca campbelli bountyensis